# 林五卿
林 五卿（イム・オキョン / オギョン、朝鮮語: 임오경、1971年12月11日 - ）は韓国出身の女子ハンドボール選手、同国の政治家。オリンピックメダリスト。共に民主党所属の第21・22代国会議員。
元夫はバドミントン選手の朴星宇。

## 経歴
全羅北道井邑市出身。韓国体育大学校、同大学院卒。
1992年バルセロナ、1996年アトランタと2004年アテネオリンピックではハンドボール韓国女子代表として出場し、バルセロナでは金メダル、アトランタとアテネでは銀メダルを獲得した。国際ハンドボール連盟（IHF）により1996年度世界最優秀女子選手に選ばれていた。また、1994年に日本の広島イズミ（のち広島メイプルレッズに改名）に加入し、同チームで2008年まで監督兼選手として活躍していた。2007年には広島市の市民賞を獲得した。
2008年に韓国に帰国し、ソウル市庁チームの監督やテレビ局の解説委員などを務めた。2020年初に共に民主党に入党し、同年の第21代総選挙では京畿道光明市甲選挙区から出馬し当選した。